# Manučar Kvirkvelija
Manučar Kvirkvelija (* 12. října 1978 Ozurgeti) je bývalý gruzínský zápasník – klasik, olympijský vítěz z roku 2008.

## Sportovní kariéra
Zápasení se věnoval od 13 let v rodném Ozurgeti. Pod vedením Džoni Rechvijašviliho se později specializoval na řecko-římský (klasický) styl. Vrcholově se připravoval v Tbilisi pod vedením Begi Darčiji. V gruzínské mužské reprezentaci se prosazoval od roku 2002 ve váze do 66 kg. V roce 2004 startoval na olympijských hrách v Athénách. Před turnajem musel shazovat 12 kg, což se podepsalo na jeho psychické pohobě. V úvodním kole základní skupiny byl v zápase s Turkem Şerefem Eroğlu diskvalifikován z celého turnaje za hrubá chování.
Od roku 2005 startoval ve váze do 74 kg. V roce 2008 se kvalifikoval na olympijské hry v Pekingu. Ve čtvrtfinále, po vyrovaném průběhu porazil Maďara Pétera Bácsiho 2:1 na sety, když ve třetím setu zvítězil na lopatky. Ve finále se utkal s domácím Číňanem Čchang Jung-siangem. Úvodní set vyhrál vysoko 7:0 na technické body a ve druhém setu si v jeho závěru pohlídal vítězství 3:0 na technické body. Získal zlatou olympijskou medaili. Po olympijských hrách polevil v přípravě a na své předchozí úspěchy nenavázal. Sportovní kariéru ukončil v roce 2012.

## Vyznamenání
- Prezidentský řád znamenitosti – Gruzie, 2018[3]

## Výsledky
| Turnaj             | 2002 | 2003 | 2004 | 2005 | 2006 | 2007 | 2008 | 2009 | 2010 | 2011 |
| Turnaj             | 24   | 25   | 26   | 27   | 28   | 29   | 30   | 31   | 32   | 33   |
| Turnaj             | -66  | -66  | -66  | -74  | -74  | -74  | -74  | -74  | -74  | -74  |
| ------------------ | ---- | ---- | ---- | ---- | ---- | ---- | ---- | ---- | ---- | ---- |
| Olympijské hry     |      |      | úč.  |      |      |      | 1.   |      |      |      |
| Mistrovství světa  | 3.   | 1.   |      | úč.  | 3.   | úč.  |      | úč.  | úč.  | úč.  |
| Mistrovství Evropy | 2.   | 5.   | —    | úč.  | 3.   | 1.   | —    | —    | —    | úč.  |